# Neil Ritchie
Neil Methuen Ritchie (ur. 29 lipca 1897 w Gujanie Brytyjskiej, zm. 11 grudnia 1983 w Toronto) – brytyjski wojskowy, generał, żołnierz obu wojen światowych. Najbardziej znany jest jako dowódca brytyjskiej 8 Armii w kampanii północnoafrykańskiej podczas II wojny światowej od listopada 1941 r. do odwołania w czerwcu 1942 r. „Pomimo tego wstrząsającego ciosu w jego reputację, udało mu się podnieść i pokazać swoje mocne strony, a pod koniec wojny odbudować swoją pozycję, jeśli nie jako wielki generał, to przynajmniej bardzo kompetentny”, dowodząc XII Korpusem podczas całej kampanii w Europie Północno-Zachodniej, od 6 czerwca 1944 r. do zakończenia II wojny światowej w Europie w maju 1945 r.

## Wczesne lata i I wojna światowa
Urodzony w pobliżu rzeki Essequibo w Gujanie Brytyjskiej 29 lipca 1897 r., Neil Ritchie był drugim synem Dugalda McDugalda i Anny Catherine Ritchie (z domu Leggatt). Po dzieciństwie spędzonym na Malajach wyjechał do Anglii i kształcił się w Lancing College oraz Royal Military College w Sandhurst. Cztery miesiące po wybuchu I wojny światowej ukończył Sandhurst 16 grudnia 1914 r., kiedy miał zaledwie 17 lat i został mianowany podporucznikiem Pułku Black Watch. Wśród jego kolegów z kursu był inny przyszły generał, John Grover.

Ze względu na zbyt młody wiek, Ritchie nie został wysłany za granicę, dopóki nie ukończył 18 lat w lipcu 1915 r. Awansowane go na porucznika 2 października i początkowo oddelegowano do służby w 1. batalionie Black Watch, a następnie w ramach 1 Brygady 1 Dywizji Piechoty i jednego z dwóch batalionów regularnej armii w pułku, walczącego w okopach frontu zachodniego, gdzie został ranny podczas bitwy pod Loos. Po wyleczeniu się z ran Ritchie awansował na kapitana stanu wojny 2 marca 1916 r., a pełnił obowiązki kapitana od 22 kwietnia. Później służył z 2. batalionem swojego pułku, częścią 21 Brygady (Bareilly) w 7 Dywizji (Meerut) oraz drugim z dwóch batalionów regularnej armii jego pułku, w kampanii synajskiej i palestyńskiej oraz w kampanii mezopotamskiej, nie wyłączając zdobycia Bagdadu w marcu 1917 r. 5 stycznia 1917 r. został adiutantem dowódcy batalionu. Zdobył Order Wybitnej Służby 25 sierpnia 1917 r., a uzyskawszy stały awans do stopnia kapitana 19 listopada 1917 r. został odznaczony Krzyżem Wojskowym 15 lutego 1919 r. za swoje działania podczas bitwy pod Megiddo we wrześniu 1918 r. Cytat z jego wniosku o odznaczenie brzmi: 

Podczas akcji przeciwko tureckim pozycjom w Tabsor 19 września 1918 r. i podczas późniejszego natarcia był stale na czele swojej jednostki i dawał doskonały przykład opanowania, odwagi oraz całkowitego lekceważenia niebezpieczeństwa. Kiedy pułk zajął pozycje w El Medjel wieczorem 19 września 1918 r., kpt. Ritchie niósł karabin maszynowy Lewis przez część drogi, gdy jego strzelec był zupełnie wyczerpany i bardzo pomógł w pokonaniu wrogiej placówki, która powstrzymywała atak na szczyt wzgórza. Jego służba podczas dwóch ataków i kolejnych marszów miały dla pułku nieocenioną wartość

Ritchie był również wspominany w dyspozycjach. Rozejm w Mudros z Turcją i rozejm w Compiègne z Niemcami nastąpiły wkrótce potem i zakończyły Wielką Wojnę.

## Dwudziestolecie międzywojenne
Ritchie pozostał w armii przez trudny okres międzywojenny. Służył jako adiutant dowódcy 2. batalionu Pułku Black Watch do 28 lutego 1921 r., a od 18 lipca 1923 r. do 30 września 1927 r. był oficerem sztabu generalnego w Biurze Wojennym. Uczęszczał do Staff College w Camberley w latach 1929–1930. Wśród jego kolegów było kilku przyszłych generałów, takich jak George Erskine, Hugh Stable, Herbert Lumsden, Ivor Hughes, Neil McKicking, Harold Freeman-Attwood, James Elliott, Harold Redman, Reginald Denning, Kenneth Crawford, Kenneth Strong, Edward Gurdon, Philip Balfour, Hugh Russell, John Edwards, Bernard Campbell Fletcher, John Winterton, czy Henry Vulliamy.
Po ukończeniu dwuletniego kursu w grudniu 1929 r., Ritchie służył ze swoim pułkiem, dopóki nie został wysłany do Indii i nie został zastępcą szefa sztabu w Dowództwie Północnym w Indiach, które to stanowisko zajmował od 2 kwietnia 1933 r. do 1 kwietnia 1937 r. Tam awansował, po raz pierwszy od prawie szesnastu lat, na brevet majora 1 lipca 1933 r., a oficjalnie na majora 2 czerwca 1934 r., i na brevet podpułkownika 1 stycznia 1936 r. 4 grudnia 1936 r. Ritchie poślubił Catherine Taylor, córkę Jamesa A. Minnesa z Kingston w kanadyjskim Ontario. Para miała dwoje dzieci; Arnotta Dugalda Neila oraz Isobel Anne. 3 stycznia 1938 r. Ritchie przeniósł się z Pułku Black Watch, w którym służył już od ponad dwudziestu trzech lat, do Królewskiego Pułku Lancaster i został oficjalnie awansowany na podpułkownika. W tym samym dniu został dowódcą 2. batalionu King's Own i przejął dowodzenie batalionem w Palestynie, a następnie zaangażował się w obowiązki zapewnienia bezpieczeństwa wewnętrznego podczas powstania arabskiego. Wspierany przez cały ten trudny okres przez swojego adiutanta, kpt. Richarda Andersona, dowodził batalionem do sierpnia 1939 r., na krótko przed wybuchem II wojny światowej. Za swoje usługi w Palestynie Ritchie został wspomniany w dyspozycjach. Po przekazaniu batalionu płk. Johnowi Hardy'emu, Ritchie wrócił do Anglii, gdzie awansował do stopnia pułkownika 26 sierpnia 1939 r. (ze starszeństwem od 1 stycznia) i został wysłany do Szkoły Wyższych Oficerów w Sheerness w hrabstwie Kent.

## II wojna światowa

### Francja i Belgia
Ritchie nie miał jednak długo pozostać w Sheerness, ponieważ po awansie w dniu 22 grudnia 1939 r. do rangi brygadiera został mianowany szefem szatabu Brygady w II Korpusie, dowodzonym przez gen. Alana Brooke' a. II Korpus służył następnie we Francji w ramach Brytyjskich Sił Ekspedycyjnych. Wydaje się, że Ritchie natychmiast wywarł wrażenie na Brooke' u, ponieważ 3 stycznia 1940 r. ten ostatni napisał w swoim dzienniku, że „Ritchie, mój nowy szef sztabu, wydaje się kompetentny i powinien, moim zdaniem, być dobry”. Kiedy w maju 1940 r. zakończyła się tak zwana „dziwna wojna”, która miała miejsce od czasu, kiedy armia niemiecka zaatakowała Francję, Ritchie wywarła na Brooke' u wrażenie, kontrolując kwaterę główną korpusu w spokojny i pewny siebie sposób, umożliwiając Brooke' owi skoncentrowanie się na prowadzeniu bitwy na froncie jego korpusu. Po ewakuacji do Anglii Ritchie ponownie został wezwany przez Brooke' a, gdy wyznaczono go do dowodzenia „drugimi Brytyjskimi Siłami Ekspedycyjnymi”. Został ponownie wysłany z powrotem do Anglii, po tym, jak Brooke zdał sobie sprawę, że dalsze walki z Niemcami we Francji są bezcelowe, ze słowami: „Wysłałem dziś wieczorem Neila Ritchiego do domu [16 czerwca], ponieważ nie widziałem żadnego celu, który mógłby zostać osiągnięty poprzez zatrzymanie go tu na dłużej”. Za swoje zasługi we Francji i w Belgii Ritchie został komandorem Orderu Imperium Brytyjskiego 11 lipca 1940 r. i wymieniony w dyspozycjach z 26 lipca.

### Służba w Wielkiej Brytanii
Niedługo potem Ritchie został szefem sztabu Dowództwa Południowego, kierowanego przez gen. Claude' a Auchinlecka, który podobnie jak Brooke, bardzo go cenił. Ritchie nie został tam jednak wysłany na długo, ponieważ w stosunkowo młodym wieku czterdziestu trzech lat otrzymał awans na generała dywizji 28 października 1940 r. i objął dowództwo 51 Dywizji Górskiej w tym samym dniu. Piastował to stanowisko do czerwca 1941 r., kiedy przekazał dowództwo gen. Douglasowi Wimberleyowi.

### Afryka Północna i Bliski Wschód

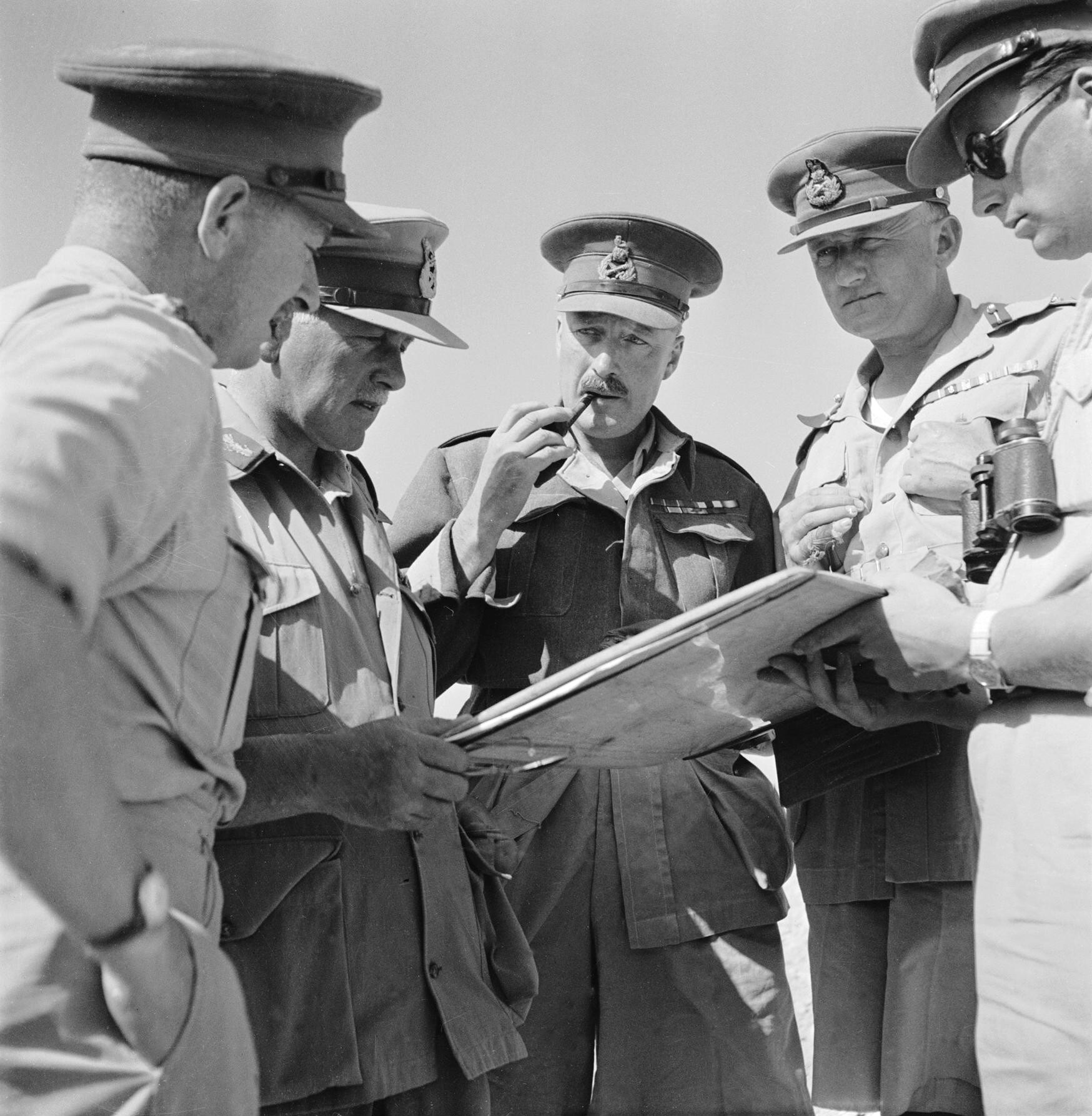
Gen. Neil Ritchie (w środku, z fajką) przemawiający do innych brytyjskich oficerów w Afryce Północnej, 31 maja 1942 r. Na zdjęciu widoczni są także generałowie Charles Norrie, William Gott oraz odwrócony plecami George Erskine

Następne stanowisko Ritchiego znajdowało się na Bliskim Wschodzie, gdzie pełnił on funkcję zastępcy szefa sztabu generalnego gen. Archibalda Wavella, kierującego Dowództwem Bliskiego Wschodu. To Auchinleck, który wkrótce zastąpił Wavella jako naczelny dowódca na Bliskim Wschodzie, miał przydzielić Ritchiemu najwyższe stanowisko dowództwa polowego na tym obszarze, dowódcy brytyjskiej 8 Armii w listopadzie 1941 r., po zwolnieniu gen. Alana Cunninghama z tego stanowiska. 27 listopada 1941 r. Ritchie otrzymał stały awans na generała dywizji, a 28 października 1941 r. tymczasowy awans do stopnia generała armii. Za okres służby na Bliskim Wschodzie od lipca do października 1941 r. był wspomniany w dyspozycjach.
Ritchie utrzymywał najwyższe dowództwo brytyjskich sił bojowych w Afryce w najwcześniejszych fazach wojny, kiedy przewagę miały wojska Osi. 8 Armia, walcząca w kampanii północnoafrykańskiej, była wówczas jedyną brytyjską siłą lądową angażującą w walkę armię niemiecką na całym świecie. Po kilku początkowych sukcesach w ofensywie przeciwko Włochom, Brytyjczycy zostali odepchnięci po przybyciu niemieckiego Afrika Korps pod dowództwem gen. Erwina Rommla. Ritchie pierwotnie miał być tylko tymczasowym dowódcą, ale w rzeczywistości dowodził 8 Armią przez prawie siedem miesięcy. Kierował oddziałami w polu podczas bitwy pod Gazalą w okresie od maja do czerwca 1942 r., gdzie siły brytyjskie i Brytyjskiej Wspólnoty Narodów zostały pokonane, tracąc port w Tobruku. Ritchie został zwolniony przez Auchinlecka 25 czerwca, tuż przed I bitwą pod El Alamein.
Często uważa się, że Auchinleck mianował Ritchiego, stosunkowo młodszego dowódcę, aby umożliwić mu bezpośrednie dowodzenie na polu bitwy jako przedstawicielowi naczelnego dowództwa sił Bliskiego Wschodu. Ritchie był ostro krytykowany zarówno podczas wojny, jak i po niej, za to, że nie powstrzymał Rommla. W jego obronie stanęło kilku analityków, w szczególności feldmarsz. Michael Carver.

### Powrót do Wielkiej Brytanii
Po zwolnieniu ze stanowiska dowódcy 8 Armii, Ritchie od września 1942 r. został wyznaczony do dowodzenia 52 Dywizją Piechoty Lowland, która następnie była szkolona w zakresie walk górskich w Wielkiej Brytanii, po czym zrzekł się dowództwa na rzecz gen. Edmunda Hakewill-Smitha w listopadzie 1943 r.

### Europa Północno-Zachodnia

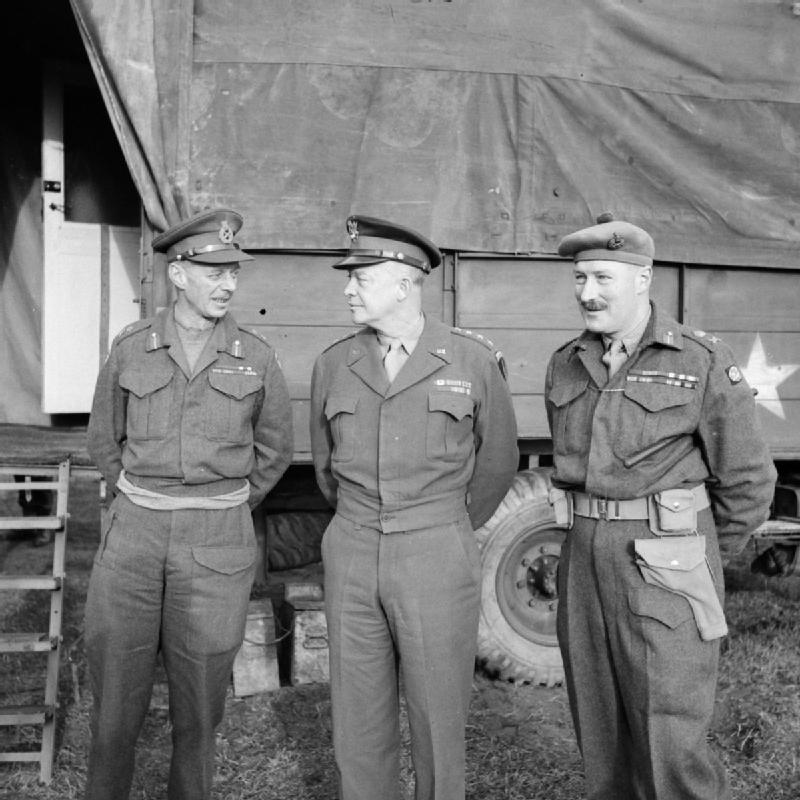
Gen. Dwight Eisenhower, Najwyższy Dowódca Alianckich Sił Ekspedycyjnych (w środku), z gen. Milesem Dempseyem, dowódcą 2 Armii (po lewej) i gen. Neilem Ritchiem w kwaterze głównej XII Korpusu, listopad 1944 r.

Uznany za zdolnego do dowodzenia korpusem, Ritchie objął XII Korpus w miejsce gen. Montagu Stopforda. Korpus stanowił część brytyjskiej 2 Armii gen. Milesa Dempseya i został oddelegowany do udziału w inwazji na Normandię. Ritchie został kawalerem Orderu Łaźni 1 stycznia 1944 r. Wspomagany przez swoich szefów sztabów, początkowo gen. Roberta Urquharta, później przez gen. Jamesa Cesselsa, Ritchie dowodził XII Korpusem podczas całej bitwy o Normandię w lecie 1944 r. oraz późniejszych etapach kampanii w Europie Zachodniej, która zakończyła się w maju 1945 r. wraz z końcem wojny w Europie. Fakt, że Ritchie odzyskał aktywne dowództwo po zwolnieniu, w przeciwieństwie do swojego poprzednika z 8 Armii, Cunninghama, odzwierciedla wysoki szacunek, jakim cieszył się jego dawny dowódca Brooke, teraz szef Imperialnego Sztabu Generalnego. Za swoje zasługi w Europie Północno-Zachodniej Ritchie został Rycerzem Kawalerem Orderu Imperium Brytyjskiego 5 lipca 1945 r. i dwukrotnie wymieniany w dyspozycjach w trakcie kampanii za „dzielne i wyróżniające się zasługi” 22 marca i 9 sierpnia 1945 r.

Jak pisze historyk Richard Mead: 

Szkoda, że historia zapamięta Ritchiego przede wszystkim jako przegranego w bitwie o Gazalę, ponieważ jego ogólne osiągnięcia nie były wcale małe. Stał się on ofiarą awansu wykraczającego poza jego możliwości, a wina leżała głównie po stronie jego przełożonego, Auchinlecka. Ciągłe wsparcie Brooke' a było kluczowym czynnikiem w jego przywróceniu do czynnej służby, podczas gdy Montgomery, dla którego zwolnienie Auchinlecka nie było dyskwalifikacją, pozwolił mu wrócić. Nigdy nie słyszano, by Ritchie skarżył się na swój los, a jego chęć ustąpienia i nauczenia się dowodzenia mniejszymi formacjami była naprawdę godna podziwu

## Okres powojenny
Po wojnie Ritchie pozostał w armii, zostając w 1945 r. szefem sztabu Dowództwa Szkockiego i gubernatorem zamku w Edynburgu, a w 1947 r. szefem sztabu Sił Lądowych Dalekiego Wschodu.
Od grudnia 1948 r. do odejścia z wojska Ritchie mianowany na generała aide-de-camp przez króla, a od września 1950 r. był honorowym pułkownikiem Pułku Black Watch, swojej pierwszej jednostki. Po przejściu na emeryturę wyemigrował do Kanady, gdzie został dyrektorem kanadyjskiej spółki zależnej Tanqueray Gordon & Co., a w 1954 r. przewodniczącym Mercantile & General Reinsurance Co. Zmarł w wieku 86 lat w Toronto.